# Andina (Perú)
Andina, cuyo nombre oficial es Agencia Peruana de Noticias Andina, es una agencia de noticias presente en América Latina y otras regiones del mundo, perteneciente al Estado peruano. Fue creada en el año 1981, su director actual es Félix Paz Quiroz.

## Historia

### Orígenes
Fundada el 12 de junio de 1981 bajo el nombre de Agencia Peruana de Noticias y Publicidad S. A. durante el segundo y último gobierno no consecutivo del entonces presidente Fernando Belaúnde Terry. Es la agencia de noticias oficial del Estado peruano, propiedad de la empresa pública Editora Perú (traspasada por decreto supremo del 19 de agosto de 1994), que edita también el diario oficial del Estado, El Peruano.
El área periodística fue fusionada en el año 2001 con El Peruano, pero, al año siguiente (2002), durante el gobierno de Alejandro Toledo, se aprueba relanzarla como agencia de noticias separada del diario.

### Reapertura
Su reapertura (ya bajo el nombre de Agencia Peruana de Noticias Andina) fue parte de la estrategia de comunicación del Estado. Reinició sus actividades periodísticas en el mes de agosto de 2002, con las debidas facilidades técnicas, bajo la dirección del periodista Gerardo Barraza. En 2006 se renovó su portal web.
La agencia proporciona más de noventa informativos diarios de media a sesenta y nueve emisoras de radio en Lima y provincias, once diarios de circulación nacional, veintinueve diarios de circulación regional y a cuatro agencias internacionales de noticias. Además, se envían noticias en quechua a través de un avatar digital y se difunden temas de interés binacional a ocho medios de comunicación de Bolivia.
Andina cuenta con corresponsales en cada provincia del país y está afiliada con Unión Latinoamericana de Noticias.